# ATP Nizza 1988
L'ATP Nizza 1988 è stato un torneo di tennis giocato sulla terra rossa. È stata la 17ª edizione del torneo, che fa parte del Nabisco Grand Prix 1988. Si è giocato a Nizza in Francia dall'11 al 17 aprile 1988.

## Campioni

### Singolare maschile
Henri Leconte ha battuto in finale  Jérôme Potier con il punteggio di 6–2, 6–2

### Doppio maschile
Henri Leconte /  Guy Forget hanno battuto in finale  Heinz Günthardt /  Diego Nargiso con il punteggio di 4–6, 6–3, 6–4